# ナンヨウザクラ
ナンヨウザクラ（南洋桜、Muntingia calabura）は、熱帯アメリカ（カリブ海沿岸からペルー）原産の常緑高木。クロンキスト体系ではシナノキ科であったが、APG植物分類体系ではナンヨウザクラ科とされた。世界の熱帯各地で観賞用や食用に栽培される。

## 性質
花は5弁で白い。果実は円い液果で赤く熟し、香りと甘味があって食べられる。種子は細かく多数ある。和名は見かけがサクラに似るためで、英語でもジャマイカンチェリーJamaican cherryなどと呼ばれる。痩せた土地でも育ちやすく、野生化している地域も多い。サクラとは類縁はない。また、同じように熱帯アメリカ原産で広く栽培されるテイキンザクラもしばしば同じく「南洋桜」と呼ばれるが、これはトウダイグサ科でやはり類縁はない。

## 利用
観賞用、食用のほか、メキシコなどでは葉を茶のようにして飲む。また材木も利用される。

## 分類
ナンヨウザクラ属はこの1種のみからなる。従来の分類ではシナノキ科とされたが、APG植物分類体系では3属3種でナンヨウザクラ科としている。